# Белмопан
Белмопан (енгл. Belmopan) је главни град, географски и пословни центар Белизеа. По подацима из 2010. године, град има 16.451 становника.
Овај нови главни град, који се налази на реци Белизе, 80 km удаљен од обале Атлантика, саграђен је пошто је бивша престоница - град Белизе, скоро потпуно уништена разорним ураганом 1961. године. Влада је премештена у Белмопан 1970. године.

## Становништво
| Година       |
| Становништво |
| ------------ |